# Гачава
Гачава (словац. Hačava) — село в окрузі Кошиці-околиця Кошицького краю Словаччини. Площа села 36,92 км². Станом на 31 грудня 2016 року в селі проживав 221 житель.

## Історія
Перші згадки про село датуються 1435 роком.

## Географія
Протікає Гайський потік.

## Населення
| Рік:            | 1994. | 2004.   | 2014.   | 2024.    |
| --------------- | ----- | ------- | ------- | -------- |
| Кількість осіб: | 216   | 229     | 228     | 184      |
| Різниця:        |       | +6,01 % | -0,43 % | -19,29 % |

| Рік:            | 2023. | 2024.   |
| --------------- | ----- | ------- |
| Кількість осіб: | 187   | 184     |
| Різниця:        |       | -1,60 % |